# Yaki-Da
Yaki-Da fue un grupo sueco de música europop y eurodance, desde mediados de los años '90 al dos mil.

## Orígenes
Durante la ola de éxito del grupo sueco Ace of Base, su miembro y productor Jonas Berggren inició el proyecto Yaki-Da en 1994. Escribió textos y música y produjo, con John Ballard, las canciones en un estilo similar. Como cantantes contrató a Linda Schönberg y Marie Knutsen.
Ese mismo año sale a la venta su primer álbum de estudio titulado "Pride" que contiene sus primeros sencillos "Show Me Love" (también fue interpretada por la propia banda de Berggren, Ace of Base en su álbum Da Capo de 2002), y "I Saw You Dancing", la canción más exitosa que grabó el dúo. El álbum fue producido por el músico Jonas "Joker" Berggren, miembro y productor de Ace of Base, quien además escribió todas las canciones que aparecen en el álbum a excepción de "Now I Want Love" y "Rescue Me Tonight" (estas fueron escritas por Marie Knutsen). 
En 1995 lanzan al mercado dos nuevos sencillos "Pride Of Africa" y "Deep in the jungle". Para 1999 publican el sencillo "I Believe" y su segundo álbum que fue titulado "A Small Step For Love", en el cual incluyeron una nueva versión del tema "I Saw You Dancing" con nuevos arreglos. En el año 2000 publican su último sencillo "If Only The World".
Fue hasta diciembre del 2015 Linda Schönberg y Marie Knutsen vuelven a reunirse para dar un concierto en un festival de música de la ciudad de Moscú, Rusia.

## Lista de canciones por álbum

### Pride (1994)
1. Just a Dream
2. I Saw You Dancing.
3. Pride of Africa.
4. Show Me Love.
5. Teaser on the Catwalk.
6. Another Better World.
7. Mejor Mañana.
8. Deep in the Jungle.
9. Now I Want Love.
10. Pride of Africa (Remix).
11. Show Me Love (Acoustic Version).
12. Rescue Me Tonight.

### A small step for love (1999)
1. If Only the World.
2. Dreamin'.
3. I Believe.
4. A Small Step for Love.
5. Whatever It Takes.
6. Show You Love.
7. Let Me.
8. Careful.
9. If I Were You.
10. It's Not Over.
11. I Saw You Dancing (Drive Remix).